# Early Winter (film)
Pour les articles homonymes, voir Early Winter.
Pour plus de détails, voir Fiche technique et Distribution.
Early Winter ou Premières Neiges au Québec est un film québécois réalisé par Michael Rowe, sorti en 2015. Salué par la critique, tout spécialement pour la qualité de son interprétation, le film a connu une carrière festivalière prestigieuse, tant au Canada qu'à l'étranger.

## Synopsis
Le film raconte l'histoire douloureuse de David (Paul Doucet) qui pris dans une relation difficile avec sa femme Mandy (Suzanne Clément) séparés par la langue et par leur passé.  

## Commentaire
Le film parait comme une lecture post féministe des relations de couple où la langue, l'immigration, la recherche de confort et la technologie semblent autant d'obstacles. Le réalisateur mexicain d'origine australienne semble puiser dans sa réalité les bases d'un récit qui fait écho au Québec des années 2010. Ce contexte, décrit de manière réaliste et minutieuse, est le reflet fidèle des tensions de la classe moyenne du Québec des années 2010.

## Fiche technique
- Titre : Early Winter
- Réalisation : Michael Rowe
- Scénario : Michael Rowe
- Photographie : Nicolas Cannicionni
- Musique : Amy Bestow (Aus)
- Décors : Pierre Allard
- Costumes : Alexandra Sawicki
- Montage : Geoffrey Lamb (Aus)
- Producteurs : Serge Noël (Qc), Patricia Lake (Aus)
- Sociétés de production : Possibles Média, Freshwater Pictures
- Sociétés de distribution : Film Option International (Québec) Mongrel Media (Canada) ; Pyramide Film (France) ; Pyramide International (monde)
- Budget : 2.5 millions $
- Format : Couleurs - 1,85:1 - Dolby Digital - 35 mm
- Langue : français
- Genre : drame
- Durée : 127 minutes
- Dates de sortie :
  - Italie : 3 septembre 2015 (Mostra de Venise, section Venice Days)
  - France : 6 janvier 2016
  - Québec : 29 janvier 2016

## Distribution
- Paul Doucet : David, le père
- Suzanne Clément : Mandy

## Autour du film
- Malgré le fait que de nombreux films prestigieux l'ait précédé Early Winter est le seul film québécois ayant gagné le prix principal de la section Venice Days.
- Dans la version du film distribuée en France, des sous-titres ont été rajoutés pour les dialogues. En effet, des particularités du français parlé au Québec (idiomes et accent prononcé) peuvent gêner la compréhension du film pour les spectateurs français, belges et suisses.

## Distinctions
- Le film a reçu le prix de la section Venice Days (Girornate degli Autori) à la Mostra de Venise.